# دلافين نهرية
الدلافين النهرية (الاسم العلمي: Platanistoidea) (بالإنجليزية: River Dolphins)‏ هي فوق فصيلة من الثدييات تتبع رتيبة الحيتان المسننة من رتبة الحيتانيات. تتكون من الدلافين التي تعيش في الأنهار العذبة والمصبات. تضم فوق عائلة الدلافين النهرية 4 أنواع، ثلاثة منها تعيش في الأنهار العذبة، بينما النوع الرابع، وهو دلفين لابلاتا، يعيش في المصبات المالحة والمحيطات، لكنه صنف علمياً تحت الدلافين النهرية عوضاً عن الدلافين المحيطية.
تواجه الدلافين النهرية خطر الانقراض، نظراً لتراجع البيئة التي تعيش فيها، الصيد الجائر، وقلة أعدادها. كذلك، للدلافين النهرية بصر ضعيف، ويعتقد أن بعضها عمياء، مما قد يؤدي إلى اصطدامها خطأً بالقوارب وشباك الصيد. لبعض الدلافين الأخرى القدرة على العيش في بيئات محيطية أو نهرية على حد السواء، كالتوكوشي، لكنها لا تصنف تحت فوق عائلة الدلافين النهرية. اعتبر البايجي (دلفين نهر اليانغتز) منقرضاً عملياً عام 2006.

## التصنيف
- †الإسكوالودونات
  - †الإسكوالودون
  - †الإسكوالودون الفجري